# Trial and Error (série télévisée)
Pour les articles homonymes, voir Trial and error.
Trial and Error est une série télévisée américaine en 23 épisodes de 22 minutes créée par Jeff Astrof et Matt Miller, et diffusée entre le 14 mars 2017 et le 23 août 2018 sur le réseau NBC et en simultané sur le réseau CTV au Canada.
En France, la série est diffusée en version originale sous-titrée depuis le 20 mars 2017 sur Canal+ Séries et en version française depuis le 28 juillet 2017 sur cette même chaîne. Cette série est inédite dans les autres pays francophones.

## Synopsis
Lors de la première saison, Larry Henderson est accusé du meurtre de son épouse qui a traversé une baie vitrée dans leur maison. Tous les indices l'accusent et pour le défendre à son procès, le jeune Josh Segal arrive de New York pour sa première grosse affaire. Dans la petite ville l'avocat va être assisté d'une femme affublée de divers problèmes comme le fait de ne pas reconnaître les visages ainsi que d'un ancien et éphémère policier local.

## Fiche technique
- Titre original : Trial and Error
- Titre français : Trial and Error
- Création : Jeff Astrof, Matt Miller
- Production : Jeff Astrof, Matt Miller
- Sociétés de production : Barge Productions, Good Session Productions, Warner Bros. Television
- Société de distribution : NBC
- Pays d'origine :  États-Unis
- Langue : anglais
- Format :  Couleur – HDTV – 16/9 - son Dolby Digital 5.1
- Genre :  Sitcom, documentaire parodique
- Nombre d'épisodes : 23 (2 saisons)
- Durée : 22 minutes
- Dates de première diffusion : 
  - USA : 14 mars 2017
  - France : 20 mars 2017

## Distribution

### Acteurs principaux
- Nicholas D'Agosto (VF : Romain Altche) : Josh Segal
- Jayma Mays (VF : Julie Turin) : Carol Anne Keane
- Steven Boyer (en) (VF : Charles Pestel) : Dwayne Reed
- Sherri Shepherd (VF : Vanessa Van-Geneugden) : Anne Flatch
- Kristin Chenoweth : Lavinia Peck-Foster (saison 2)
- Amanda Payton : Nina Rudolph (saison 2)
- Krysta Rodriguez (VF : Diane Dassigny) : Summer Henderson (saison 1)
- John Lithgow (VF : Achille Orsoni) : Larry Henderson (saison 1)

### Acteurs récurrents
Première saison
- Angel Parker (VF : Delphine Braillon) : Heidi Baker (10 épisodes)
- Patricia Belcher (VF : Cathy Cerda) : Judge Horsedich (9 épisodes)
- Cristine Rose : Josie Davis (8 épisodes)
- Bob Gunton (VF : Bernard Alane) : Jeremiah Jefferson Davis (6 épisodes)
- Dave Allen : Dave le Taxidermiste (6 épisodes)
- Lorna Scott : Suzie (6 épisodes)
- Julie Hagerty (VF : Monique Nevers) : Madame Rhonda (5 épisodes)
- John Hartman : Mitchell (5 épisodes)
- Loretta Shenosky : Edna the Stenographer (5 épisodes)
- Kevin Durand : Rutger Hiss (4 épisodes)
- Fred Melamed (VF : Michel Voletti) : Howard Mankiewicz (2 épisodes)

Deuxième saison
- Joel McCrary : juge Kamiltow (10 épisodes)
- Lauren McGibbon : Virgitte Snip the Stenographer (10 épisodes)
- Michael Hitchcock : Jesse Ray Beaumont (7 épisodes)
- Ricky He : Tyler Chan (5 épisodes)
- Shannon Chan-Kent : Clem Tuckett (5 épisodes)
- Peter Ciuffa : Bailiff (5 épisodes)
- Dee Jay Jackson : Bailiff (4 épisodes)
- Christopher Webb : Flag Boy (4 épisodes)
- Ryan Beil : Associate Mayor (4 épisodes)
- Philip Prajoux : Officer Braxton (épisodes 1, 3 et 5)
- Colin Cowan : Truman Derks (épisodes 3 et 4)
- Fiona Vroom : Amanda Silva (épisodes 3 et 5)
- Serge Houde : Milton Buckley / Houseboy (épisodes 4, 7 et 10)
- Jim O'Heir : Michael Poisson (épisode 4)
- Adam Campbell : Dr Shinewell (épisodes 5 et 9)
- Brent Zulyniak : Mayor Higg (épisodes 6, 9 et 10)
- Jaleel White : Atticus Ditto Jr. (épisodes 6 et 10)
- Andy Daly : Thom Hinkle (voix, épisode 6)
- Andy Thompson : Dr Rock N' Law (épisodes 7, 8 et 10)
- Jim Shield : Forge Clooney (épisodes 8 et 9)
- Larry Cedar (en) : Bucky Senior (épisode 9)

Version française :
- Société de doublage : Deluxe Media Paris
- Direction artistique : Claire Guyot (saison 1), Anne Rondeleux (saison 2)

 Source et légende : version française (VF) sur RS Doublage

## Production

### Développement
Le 22 janvier 2016, NBC commande un épisode pilote du projet de série sous le titre The Trail.
Le 11 mai 2016, le réseau NBC annonce officiellement après le visionnage du pilote, la commande du projet de série sous son titre actuel avec une commande initiale de treize épisodes, pour une diffusion lors de la saison 2016 / 2017.
Le 15 mai 2016, lors des Upfronts 2016, NBC annonce la diffusion de la série pour le premier semestre 2017.
Le 8 décembre 2016, le réseau NBC annonce la date de lancement de la série au 7 mars 2017.
En février 2017, est annoncé que le lancement sera finalement programmé le 14 mars 2017.
Le 20 mai 2017, NBC annonce le renouvellement de la série pour une seconde saison de dix épisodes.
Le 7 août 2018, NBC n'a pas pris de décision dépassé la date prévue au contrat, annulant techniquement la série.

### Casting
L'annonce du casting a débuté le 10 février 2016, avec l'arrivée de Steven Boyer (en) dans le rôle de Dwayne.
Ensuite le 16 février, John Lithgow et Sherri Shepherd rejoignent la distribution dans les rôles respectifs de Larry Henderson et d'Anne Flatch. Ils sont rapidement rejoint par Jayma Mays qui obtient le rôle de Carol Anne Keane et Nicholas D'Agosto qui sera Josh Segal. Le 29 février, Krysta Rodriguez rejoint la distribution en obtenant le rôle de Summer Henderson.
En février et mars 2018, Kristin Chenoweth et Amanda Payton décrochent chacune un rôle principal pour la deuxième saison, ainsi que Michael Hitchcock pour un rôle récurrent.

## Épisodes

### Première saison (2017)
1. Chapitre 1 : Un grand crime dans une petite ville (Chapter 1: A Big Crime in a Small Town)
2. Chapitre 2 : La Clé du problème (Chapter 2: A Wrench in the Case)
3. Chapitre 3 : L'Autre Homme (Chapter 3: The Other Man)
4. Chapitre 4 : Une distraction inopportune (Chapter 4: An Unwelcome Distraction)
5. Chapitre 5 : Le Bras droit (Chapter 5: Right-Hand Man)
6. Chapitre 6 : Secrets et mensonges (Chapter 6: Secrets & Lies)
7. Chapitre 7 : L'affaire prend de l'ampleur (Chapter 7: The Case Gets Bigger)
8. Chapitre 8 : Changement de défense (Chapter 8: A Change in Defense)
9. Chapitre 9 : Déclarations liminaires (Chapter 9: Opening Statements)
10. Chapitre 10 : Un jury hostile (Chapter 10: A Hostile Jury)
11. Chapitre 11 : Un suspect inattendu (Chapter 11: Unusual Suspect)
12. Chapitre 12 : La défense conclut (Chapter 12: The Defense Rests)
13. Chapitre 13 : Le Verdict (Chapter 13: The Verdict)

### Deuxième saison:Lady, Killer(2018)
Elle est diffusée depuis le 19 juillet 2018.
1. Chapitre 1 : La Valise (Chapter 1: The Suitcase)
2. Chapitre 2 : La Chronologie (Chapter 2: The Timeline)
3. Chapitre 3 : La Pendule du crime (Chapter 3: The Murder Clock)
4. Chapitre 4 : Pris au piège (Chapter 4: A Hole in the Case)
5. Chapitre 5 : Plan de départ involontaire (Chapter 5: A Change in the Team)
6. Chapitre 6 : Dossier réchauffé (Chapter 6: New Case, Old Murder)
7. Chapitre 7 : Une affaire de famille (Chapter 7: A Family Affair)
8. Chapitre 8 : Mauvais Instinct (Chapter 8: Bad Instincts)
9. Chapitre 9 : Hécatombe à East Peck (Chapter 9: A Big Break)
10. Chapitre 10 : Barcelone (Chapter 10: Barcelona)

## Réception
La série est plutôt bien appréciée en France, trouvant juste un contrecoup comique en parodiant les séries sur les grandes affaires criminelles, dites True crime, connaissant un grand regain de popularité (Making a Murderer, American Crime Story, The Jinx).